# Biosphärenreservat Nord-Vidzeme
Koordinaten: 57° 45′ 6″ N, 24° 21′ 26″ O

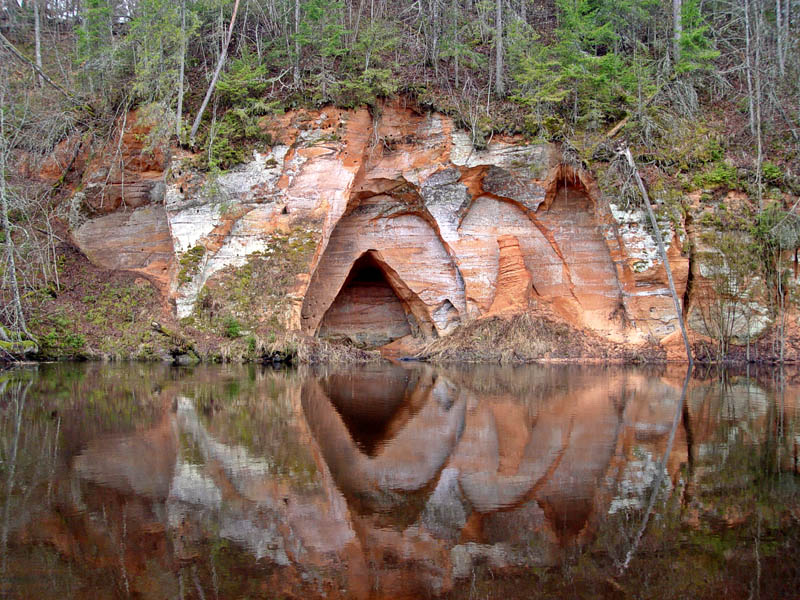
Engelsgrotte (Eņģeļu ala) am Fluss Salaca

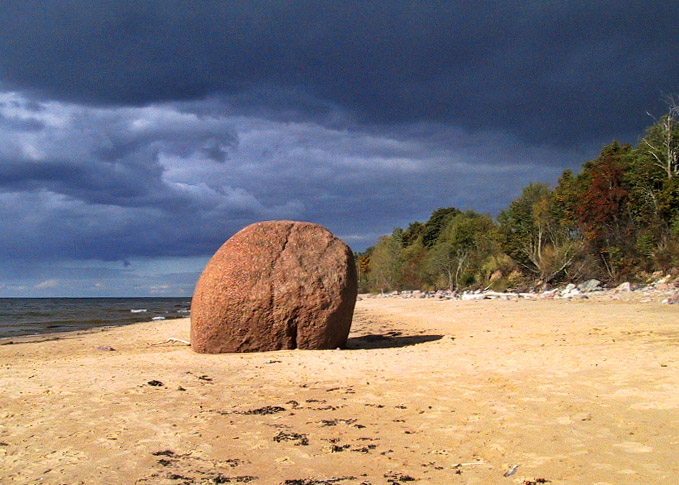
Findling (Lauču akmens) am Strand von Vidzeme (Gemeinde Skulte)

Das Biosphärenreservat Nord-Vidzeme (lett.: Ziemeļvidzemes biosfēras rezervāts) liegt in Vidzeme, im Norden Lettlands an der Grenze zu Estland. Es erstreckt sich über 4.576 km², das sind etwa 6 % der Fläche Lettlands, und beinhaltet 51 kleinere Naturschutzgebiete.
1990 richtete die lettische Regierung bereits eine Schutzzone in den heutigen Grenzen des Biosphärenreservates mit einer Verwaltung in Salacgrīva ein, die am 11. Dezember 1997 von der UNESCO offiziell als erstes Biosphärenreservat Lettlands aufgenommen wurde.
Das Biosphärenreservat Nord-Vidzeme wird besonders geprägt durch
- die Salaca, einen relativ schnellfließenden Fluss mit Ufern aus Sandsteinfelsen und Höhlen, besonders in der Umgebung der Stadt Mazsalaca,
- den weitgehend naturbelassenen Ostseestrand von Vidzeme und
- den Burtnieker See.

## Sonstiges
Das Reservat gehört zu den Biosphäre Reservaten der UNESCO.

## Belege
1. ↑  unesco.org Biosphere Reserve Information, abgerufen am 10. September 201